# Route sans issue (film, 1948)
Pour les articles homonymes, voir Route sans issue.
Pour plus de détails, voir Fiche technique et Distribution.
Route sans issue est un film français réalisé par Jean Stelli, sorti en 1948.

## Fiche technique
- Titre : Route sans issue
- Autre titre : La Passion d'Evelyne Cléry
- Réalisation : Jean Stelli
- Scénario : Jean-Pierre Feydeau
- Musique : Marcel Mihalovici
- Image : René Gaveau
- Production : Compagnie cinématographique continentale (CCC)
- Pays de production :  France
- Format : Son mono - Noir et blanc - 35 mm  - 1,37:1
- Genre : Film dramatique
- Durée : 95 minutes (1 h 35)
- Date de sortie : France, 21 janvier 1948
- Affiche : Pierre Segogne (France)

## Distribution
- Claude Dauphin : Jacques Audoin
- Hélène Perdrière : Évelyne Cléry
- René Blancard : André Fournier
- Gisèle Casadesus : Simone Fournier
- Lucienne Le Marchand : Irène Brabant
- Roland Armontel : Guetz
- René Alié : Gaétano